# Roque Nublo
Roque Nublo (Spaans voor 'wolkenrots') is een 67 meter hoge monoliet op het Canarische eiland Gran Canaria. Het is een van herkenningspunten van het eiland en ligt op een paar kilometer van het centrum van het dorpje Tejeda. De hoogte van Roque Nublo is in totaal 1.813 meter, waarmee het een van de hoogste punten van de eilandengroep is. De top is 4,5 miljoen jaar geleden gevormd bij een vulkaanuitbarsting. De monoliet is wandelend te bereiken vanaf de op 30 minuten afstand gelegen parkeerplaats, waardoor zomers toeristen de rots bezoeken. Het plateau bij Roque Nublo biedt een mooi uitzicht over het eiland, op de op het eiland Tenerife gelegen Pico del Teide, El Fraile (een rots die lijkt op een monnik) en de Pico de las Nieves, het hoogste punt van Gran Canaria.

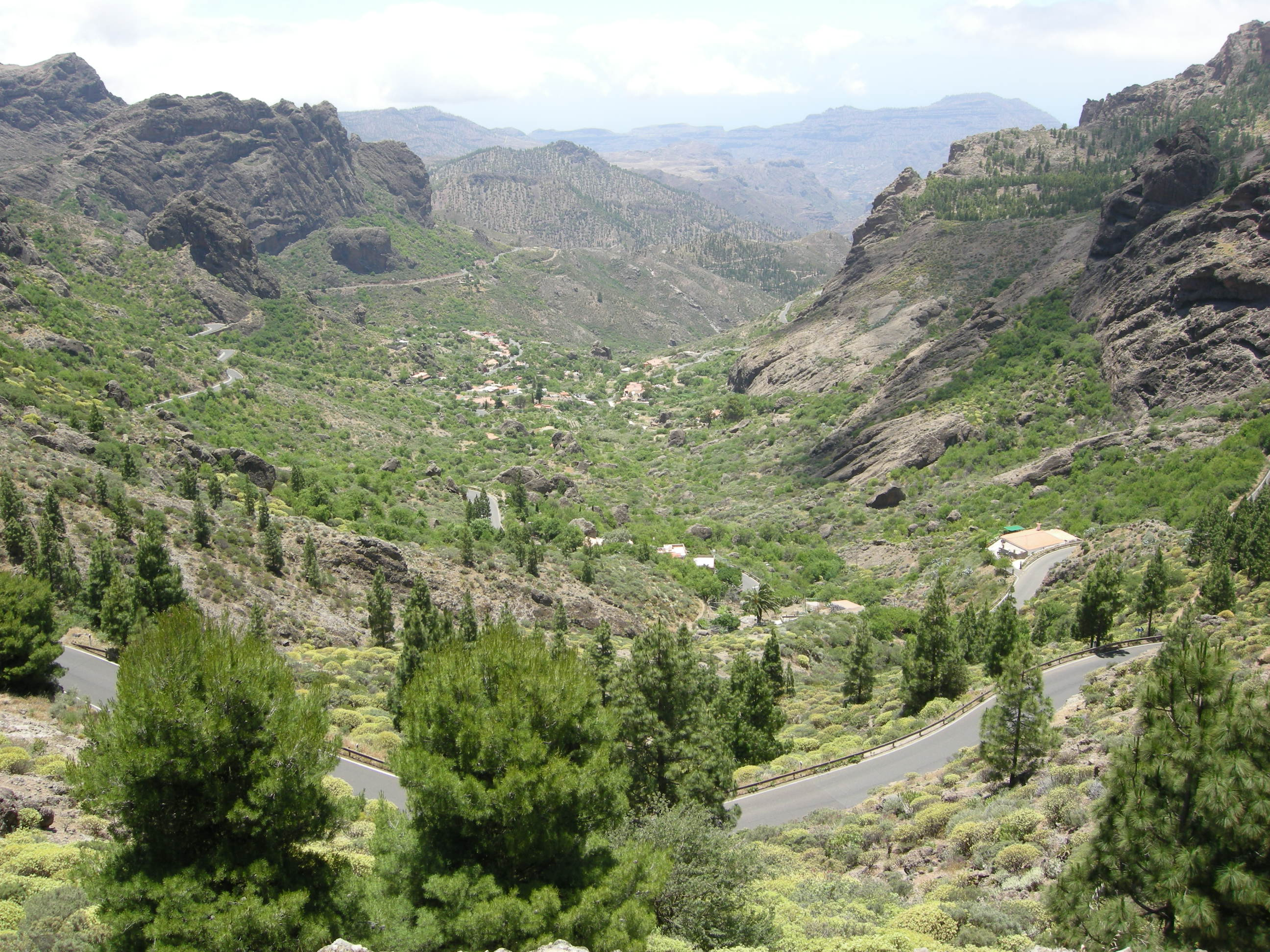
Uitzicht vanaf Roque Nublo
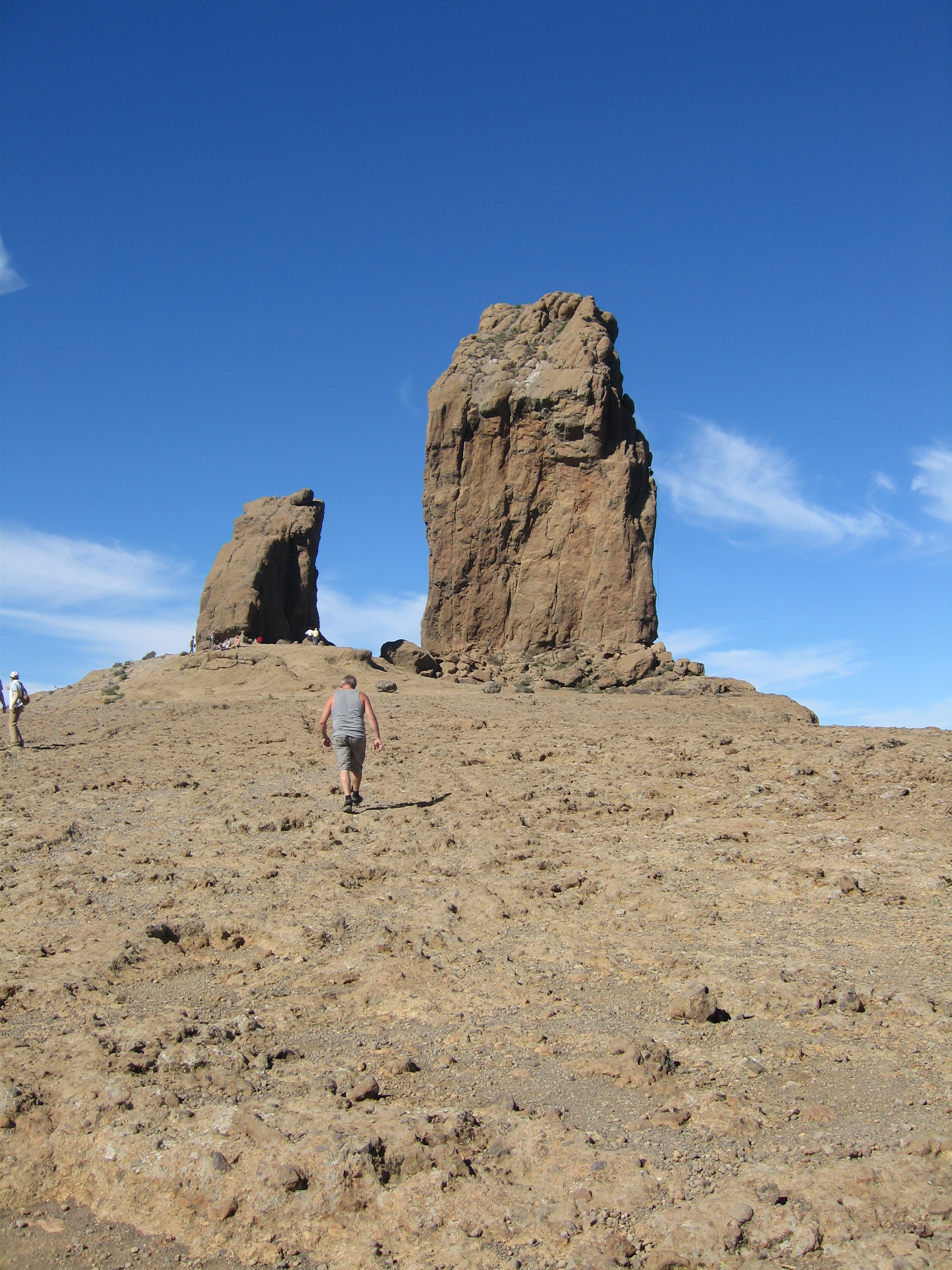
De Roque Nublo
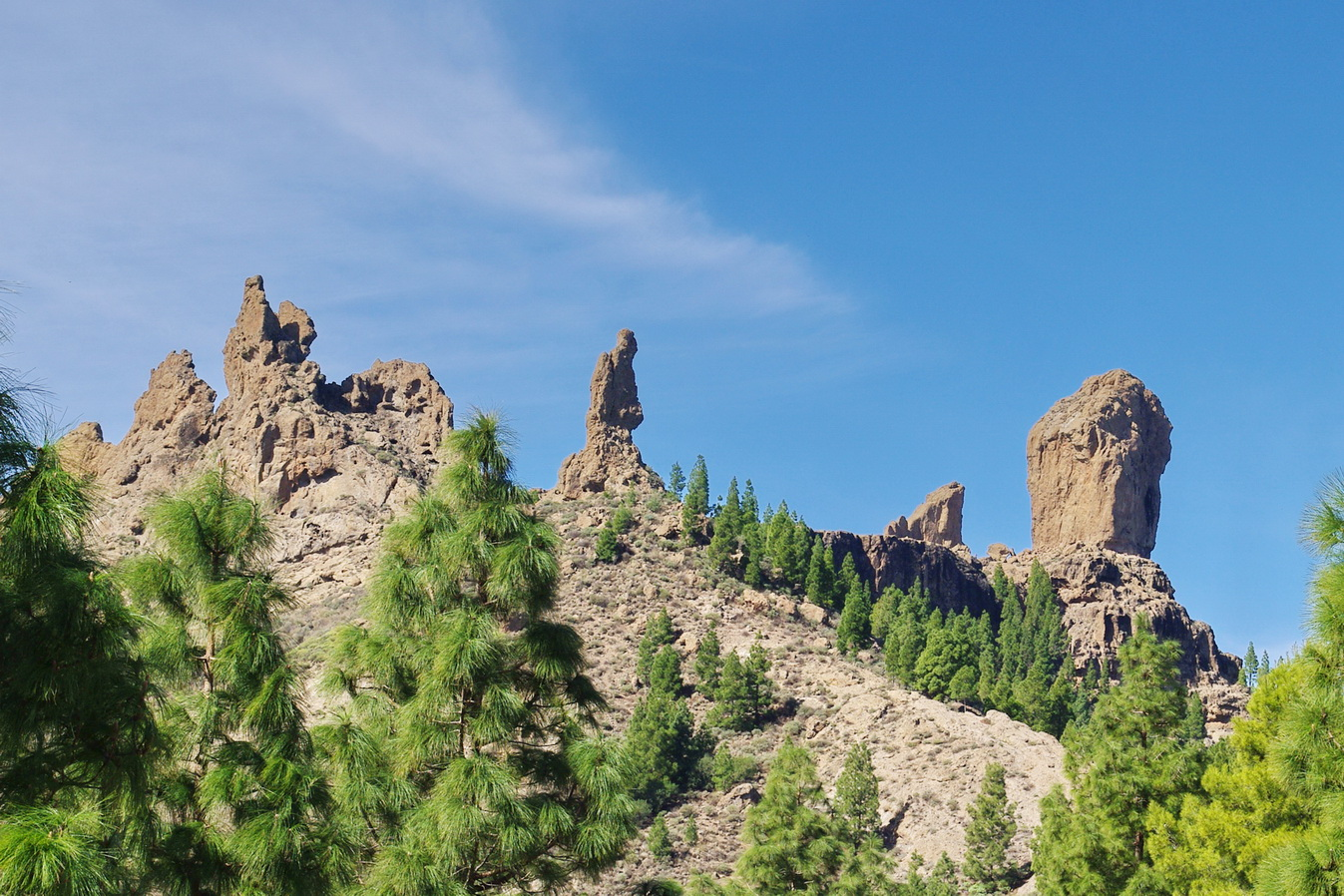
Uitzicht vanaf Roque Nublo op rots die lijkt op monnik